# عبد النور بلحسيني
عبد النور بلحسيني(مواليد 18 أغسطس 1996 في سيدي بلعباس) هو لاعب كرة قدم جزائري محترف.

## روابط خارجية
- عبد النور بلحسيني على موقع قاعدة بيانات كرة القدم.إي يو (الإنجليزية)
- عبد النور بلحسيني على موقع Soccerway.com (الإنجليزية)